# Peterle
Peterle je priimek več znanih Slovencev:
- Alojz (Lojze) Peterle (*1948), geograf in politik